# Prugasto jedarce
Prugasto jedarce (Iphiclides podalirius) je leptir iz porodice lastinrepaca kojoj su stanište vrtovi, polja, otvoreni šumski prostori, a naročito grmoviti predjeli na kojima uspjeva trnina te voćnjaci. Raširen je diljem Europe osim u njezinim sjevernim dijelovima; granice sežu na sjever do Saksonije i središnje Poljske. U Alpama ga se može susresti do 1 600 m nadmorske visine. U Hrvatskoj u Istri, Dalmaciji, otocima. 
Raspon krila je od 6 do 8,5 cm. Gusjenica prugastog jedarca je tamne boje s dvije veće i dvije manje površine zelene boje, kasnije joj se boja mijenja u zelenkastu a zelene površine sa strane postaju žućkaste trake. U opasnosti izbaci viličastu izraslinu koja jako miriše. Prezimljava kao kukuljica.
- Gusjenica prugastog jedarca

U Hrvatskoj zaštićena vrsta.